# Jack Goody
Jack Rankine Goody (Londra, 27 luglio 1919 – Cambridge, 16 luglio 2015) è stato un antropologo britannico.

## Biografia
Formatosi al prestigioso St. John College di Cambridge, partecipò alle missioni in Africa durante la Seconda guerra mondiale: in una di esse fu catturato dai tedeschi e internato in un campo di concentramento a Sulmona. Rientrato in Inghilterra, ispirato dalla lettura de Il ramo d'oro di James Frazer decise di intraprendere gli studi in antropologia sociale con Meyer Fortes a Cambridge e si dedicò alla sua prima ricerca sul campo, destinata alla tesi dottorale, in un'area attigua a quella del maestro, tra Costa d'Avorio Ghana e Burkina Faso (Alto Volta).
A partire dalla seconda metà degli anni Cinquanta, Goody si dedica allo studio delle culture di questa regione, in particolare lavora presso i Lodagaa, i Lowiili e i Gonja, pubblicando numerosi saggi. Dal 1973 al 1984  è  William Wyse Professor  in Antropologia sociale all'Università di Cambridge, in questi anni i suoi interessi si ampliano notevolmente, dalla famiglia, alla memoria, alla tradizione scritta e a quella orale, esaminando fenomeni e dinamiche assai diversi tra loro. Negli ultimi anni della sua vita fu professore emerito nonché membro del St. John College di Cambridge; nel 2005 è stato insignito del titolo nobiliare di Baronetto.

## La formazione
L'antropologia britannica si è sviluppata nella prima metà del Novecento grazie alla compresenza di tre fattori decisivi: l'arrivo di Radcliffe-Brown ad Oxford, l'esigenza di raccogliere dati etnografici attraverso la metodologia malinowskiana e la presenza di un gruppo di giovani studenti, brillanti e capaci, tra cui si ricordano in particolare Edward E. Evans-Pritchard e Meyer Fortes. Le tesi dello struttural-funzionalismo si pongono in contrasto rispetto a quelle sostenute dall'evoluzionismo, cercando di dimostrare la razionalità del sistema di pensiero "tribale": innanzitutto il concetto di struttura sociale, intesa come trama complessa delle relazioni tra gli individui appartenenti ad una medesima comunità culturale, divenne il punto di riferimento della Social Anthropology per individuare le funzioni dell'agire sociale, indi dell'organizzazione che gli individui danno alla società stessa. 
Appare piuttosto evidente l'influenza del pensiero di Émile Durkheim che ci permette di fare una distinzione netta tra lo struttural-funzionalismo di Radcliffe-Brown e il funzionalismo economico di Malinowski. Nel primo caso, l'interesse era rivolto al valore epistemologico della funzione sociale e il contributo più importante fu senz'altro quello agli studi di parentela, anche se non mancarono affatto riferimenti ad altre sfere culturali, come la religione e i sistemi politici. Le attività dell'International African Institute di Londra, del Rhodes-Livingstone Institute e dell'East African Institute of Social Research in Uganda promossero le ricerche antropologiche di importanti esponenti della storia della disciplina nell'ambito dell'africanistica (Audrey Richards, Meyer Fortes, Daryll Forde, Max Gluckman, Victor Turner, i coniugi Wilson) sotto la guida di Radcliffe-Brown ed Evans-Pritchard: quest'ultimo pubblicò nel 1940 insieme a Fortes un volume pionieristico fondamentale per lo studio delle culture africane. Entrambi si occupavano della strutturazione politica su larga scala delle società a potere diffuso e Fortes in particolare sottolineò come la parentela costituisse una rete di rapporti e di tensioni che si amplificano nella dinamica sociale. 
Le alleanze tra gruppi, i rapporti di parentela e di discendenza e il sistema di classificazione dei ruoli sociali vengono concepiti come ambiti interdipendenti in cui grande importanza riveste il fattore tempo. Quest'aspetto sarà notevolmente preso in esame e ampliato da Jack Goody che avvalora la tesi di Fortes, dimostrando il ciclo di espansione e contrazione della forza lavoro disponibile in ambito domestico. Gli studi sulla parentela e sulla famiglia vengono affiancati a quelli sulla scrittura, sull'oralità e sul linguaggio in una prospettiva comparativa via via sempre più allargata, finalizzata alla individuazione delle variabili correlate ai diversi sistemi parentali e culturali delle società. 
Negli anni sessanta, dapprima in Francia, l'interesse si sposta verso i sistemi religiosi e cosmogonici, sulla scorta degli studi e delle esperienze sul campo di Marcel Griaule e Claude Lévi-Strauss; attraversata la Manica, un rinnovato slancio pervade anche le accademie inglesi, in particolare, con la pubblicazione del volume curato da Fortes e Germaine Dieterlen che determina una sorta di crisi del paradigma, nascono nuovi e differenti approcci che vengono discussi tra gli antropologi dell'ultima generazione, ponendo spesso l'attenzione sulla teoria dell'ordine simbolico nascosto e codificato: Goody, in prima linea, definisce il principio dell'ordine simbolico come un'invenzione a posteriori della stessa letteratura etnografica e tra le voci autorevoli del periodo emerge anche quella di un'altra antropologa britannica, allieva di Evans-Pritchard, Mary Douglas, che nel suo primo lavoro teorico esprime la tesi di fondo per cui queste definizioni simboliche, nella loro diversità formale e intrinseca, sono necessarie alle strutture sociali esistenti praticamente in ogni tipo di società.
Il parallelo è costituito dalle prescrizioni adottate dalla popolazione dei Lele e i divieti alimentari dell'Antico Testamento: in entrambi i casi non si tratta semplicemente di igiene ma ad un livello più profondo l'istituzione che definisce ciò che si può accettare e ciò che è inaccettabile rimanda ad un senso morale collettivo che si traduce attraverso un sistema simbolico in ordine sociale.
La vivacità delle nuove metodologie di ricerca elaborate dalla Scuola di Manchester e dall'antropologia statunitense, nonché le nuove specializzazioni della disciplina, come la nascita dell'antropologia visuale dalle esperienze di Jean Rouch e Maya Deren, e i contributi importanti degli studiosi statunitensi fanno pertanto da background alla ricerca teorica e sperimentale di Jack Goody.

## Il pensiero antropologico
Dopo essersi a lungo dedicato alla ricerca etnografica e all'analisi comparativa, la prospettiva dello studioso diventa talmente ampia da abbracciare moltissimi ambiti culturali disparati, dall'Africa all'Eurasia, proponendo argomenti quanto mai variegati e urgenti per la situazione storica mondiale: il suo lavoro sulla scrittura assegna un ruolo specifico alla comunicazione scritta e alle sue rappresentazioni, in quanto strumento precipuo delle istituzioni culturali, sociali e politiche, praticamente in qualunque tipo di società umana. Goody definisce la scrittura come "tecnologia dell'intelletto", invenzione che permette la transizione dalla forma orale, pre-letteraria a quella della modernità. La ricchezza simbolica della cultura scritta è data dalle possibili applicazioni grafiche o alfabetiche, nonché dall'uso rappresentativo dell'immagine, del simbolo e dell'icona.
Dal concetto di scrittura come tecnologia e dalle differenti forme di sviluppo dei segni aritmetici e logici, l'antropologo riflette sui comportamenti sociali, dimostrando l'influenza dei sistemi di pensiero nella vita quotidiana.
Nel caso della scrittura logografica, lo spazio e la funzione dei simboli acquistano una portata notevolmente differente rispetto alla scrittura alfanumerica. Nel caso di società prive di scrittura, dell'antico o della modernità, le cose cambiano ancora anche se, sottolinea Goody, bisogna probabilmente distinguere le forme di scrittura in senso stretto dalla diffusione dell'idea di scrittura, dunque di uno stimolo al processo di conservazione e di memoria. Le abilità psicogenetiche di base degli individui sono pressoché le stesse: l'esempio significativo è quello dell'automobile, che in teoria chiunque può imparare a guidare, indipendentemente dalla sua provenienza culturale, sociale o religiosa ma che certamente ha funzioni pratiche e valori simbolici differenti a seconda del contesto di riferimento.

La dicotomia Oriente/Occidente, nonché lo scontro dato per inevitabile tra Islam e l'Europa sono al centro della ricerca antropologica di Goody sin dai primi anni novanta: in particolare, l'antropologo analizza come il pensiero storico e sociologico, ma spesso anche quello antropologico, abbiano attribuito all'Occidente un ruolo di primo piano nel processo di modernizzazione messo in atto dalle rivoluzioni scientifiche, economiche e culturali.
Acutamente, l'autore nota come sicuramente le cose non siano sempre state a favore dell'Europa, pur ammettendo che, a partire dalla seconda metà del XVIII secolo, le regioni nordiche del vecchio continente abbiano effettivamente vissuto una serie di circostanze favorevoli che ne hanno incrementato l'attività e il benessere. L'argomentazione di fondo è la creazione, ad opera di studiosi ed intellettuali, di un contrasto- uno scontro, per dirla alla Huntington - che si è fortemente acutizzato dopo il 1989 tra l'Occidente dell'individualismo e l'Oriente della collettivizzazione: la radicalizzazione di questo rapporto non ha consentito né di comprendere le dinamiche e gli sviluppi storici delle società orientali né tantomeno di approfondire le conoscenze relative al nostro passato e alla nostra contemporaneità. Gli studi sulla parentela hanno trascurato, secondo l'antropologo, il ruolo che essa ha giocato nello sviluppo del sistema di produzione e di scambio dei beni, primitivizzando l'Oriente e valorizzando il mondo occidentale; inoltre, secondo Goody, non si stanno sufficientemente considerando i rapporti esistenti tra individuo e Stato, nonché il ruolo sempre centrale assicurato dalla famiglia e dai rapporti di familiarità estesa. Il riferimento alla realtà sociale italiana pare più che mai convincente ed appropriato.
Recentemente, Goody ha ampliato questa prospettiva di studio, dedicando un importante saggio allo studio della rappresentazione e della sua assenza intermittente presso alcune società.
Si tratta di uno dei più importanti studi sull'ambivalenza culturale, ideologica e religiosa degli ultimi anni. L'attenzione di Goody si sofferma in particolare sulle rappresentazioni e contraddizioni ad esse associate, sull'uso e sull'abuso di icone e sui conseguenti fenomeni iconoclastici, sulla pratica di conservazione e di culto delle reliquie e sul fenomeno del pellegrinaggio, sul teatro e sui riti nonché sulla diffusione e distribuzione irregolare del mito, della fiction, del romanzo; infine si prendono in esame le rappresentazioni del sesso e il loro rifiuto in una prospettiva comparata che pone sullo stesso piano speculativo culture dell'India, dell'Europa, della Cina e dell'Africa. La rappresentazione - intesa etimologicamente, come ri-presentazione - è una delle componenti fondamentali della cultura e della società umana: si tratta di un elemento fondamentale, tanto da essere considerato primariamente per quanto concerne gli studi socio-antropologici, sin dai tempi di Émile Durkheim.
L'interesse di Goody si sviluppa attraverso due aspetti che secondo l'antropologo presentano praticamente in tutte le società una forte interconnessione: da un lato la distribuzione irregolare che le rappresentazioni hanno nelle società del mondo, il fatto che compaiano con tempi e caratteristiche diverse e pertanto, in determinati casi, siano addirittura assenti; dall'altro, Goody mette in luce le dinamiche entro cui avviene il rifiuto di una pratica rappresentativa (sia essa un'immagine, una fictiono una pièce teatrale). Il precedente studio sui fiori e sulla cultura relativa ad essi che si è particolarmente sviluppata in certi contesti storici e culturali, evidenziava l'assenza di fiori domestici e coltivati in Africa nera, a causa delle condizioni ambientali e dallo sviluppo dell'agricoltura: secondo lo studioso, però non ci si era ancora posti il problema del perché, in certi contesti, le rappresentazioni floreali siano state ripudiate volontariamente. La sola spiegazione materiale non è sufficiente a motivare quest'assenza nel continente africano, laddove anche in altri contesti che presentano caratteristiche ambientali ed economiche simili, la decorazione floreale si è sviluppata comunque attraverso l'uso di rappresentazioni piuttosto che di fiori artificiali.
Allo stesso modo, fiction, teatro, romanzo e icona hanno oscillato nello spazio e nel tempo, vivendo momenti di grande diffusione ed altri di totale censura che mostrano implicazioni cognitive e culturali assai complesse e poco studiate. Il problema della rappresentazione sta proprio nella sua essenza intrinseca di ri-presentazione di qualcos'altro, dunque per quanto simile, essa non sarà mai uguale all'originale; la mimesis era finta ed ingannevole per Platone, in quanto non è la cosa in sé, ma un suo surrogato. Di conseguenza, l'umanità si ritrova sempre dubbiosa nell'accogliere o respingere ciò che essa stessa ha creato. Se da un lato, la rappresentazione svolge un ruolo primario nelle società umane, com'è evidente, ad esempio, nel caso del linguaggio e della tradizione scritta, dall'altro è sempre in una condizione di labilità, di instabilità che può manifestarsi sotto forma di assenza o, nei casi più estremi, come vera e propria iconoclastia.
Il problema si pone ancor più nel caso delle rappresentazioni rituali e teatrali: questo genere di performance presenta più che mai il carattere di ambivalenza e di ambiguità. Ciò che viene messo in scena ha una portata talmente vasta sugli individui che ne condividono i codici da diventare pericolosa e in alcune circostanze, estremamente controversa. La contraddizione cognitiva intrinseca alla rappresentazione può essere accostata al concetto di "dissonanza cognitiva" elaborato in psicologia: essa si produce nel momento in cui un'aspettativa non trova riscontro nella realtà, nonostante si siano messi in atto diversi procedimenti a tal fine. Analizzando le fasi e gli elementi principali del processo di creazione cognitiva dell'essere umano, Goody afferma che si tratta di un fenomeno interattivo talmente complesso che non porta solo all'invenzione e all'istituzione delle tradizioni ma contiene in sé il dubbio, l'ambivalenza, la contraddizione che può determinare in seguito non solo il rifiuto ma addirittura l'adozione di forme totalmente opposte.